# Lo stregone (arte rupestre)
Lo Stregone è un dipinto rupestre trovato in una caverna conosciuta come "Il Santuario" a Trois-Frères, Ariège, in Francia. Sembra descrivere un uomo vestito come un cervo (o, alternativamente, un essere metà uomo, metà cervo). Il dipinto è datato circa al XIII millennio a.C.
Sia che rappresenti un dio, uno sciamano, un sacerdote o qualcos'altro, la figura danzante dello "Stregone" è un teriomorfo, una fusione simbolica di forme umane e animali che possono essere trovate in molte culture. I teriomorfi solitamente fondono assieme la forma umana con animali che sono direttamente importanti per la cultura locale, per esempio come cibo. Quindi l'immagine viene comunemente interpretata come uno sciamano che svolge un rituale propizio alla caccia; tuttavia questa interpretazione non può essere provata, né l'immagine si può direttamente collegare al successivo "Dio cornuto" delle regioni celtiche.
Alcuni credono che si possono discernere altri animali all'interno dell'immagine: le mani sono state descritte come simili a quelle degli orsi e la faccia sia quella di un uccello . Quello su cui si è d'accordo è che le gambe e le braccia sono umane, come lo sono i genitali e vi sono dei parallelismi con altre antiche immagini nelle quali arti umani sono attaccati a un animale, solitamente un bisonte, per creare una figura bipede.